# Лятиф (фильм, 1930)
Лятиф (азерб. Lətif) — немая азербайджанская драма 1930 года производства Азеркино. Восстановлена в 2001 году путём включения в фильм музыкального сопровождения (композитор — Салман Гамберов).

## Синопсис
Фильм посвящён работникам колхоза и жителям азербайджанских деревень и сёл. В эпоху коллективного земледелия, одной из главной линией фильма является судьба семилетнего мальчика. Первая режиссёрская работа Микаила Микаилова.

## Создатели фильма

### В ролях
Лятиф Сафаров-Lətif
Алескер Алекперов-Kolxoz sədri
Агигат Рзаева-Ögey ana
Мустафа Марданов-Ələsgər
А. И. Базирганов-Hacı Səməd
Аждар Султанов-Hacı Səmədin oğlu
Гасым Зейналов-İbrahim
Маджид Шамхалов-Traktorçu
Камиль Губушов
Иззат Оруджзаде
Рустам Казымов

### Административная группа
автор сценария и режиссёр-постановщик: Микаил Микаилов
оператор-постановщик: Иван Тартаковский
художник-постановщик: Александр Гончарский

#### Восстановление в 2001 году
композитор: Салман Гамберов (в титрах не указан)